# Республиканский фронт (Пятая Французская республика)
Республиканский фронт (фр. Front républicain) - это происходящее во время выборов объединение левых и правых партий против партии Национальный фронт, рассматриваемой в качестве противника французского республиканского строя. Данный принцип реализовывался в рамках многочисленных коалиций и стратегий, применявшихся со времен Третьей республики с целью защитить республиканский режим правления и не позволить ультраправым силам добиться серьезных электоральных успехов. Наиболее ярким и часто приводимым примером республиканского фронта является сформированная левоцентристами на парламентских выборах 1956 года коалиция, направленная против движения пужадистов.
В Пятой республике принцип республиканского фронта наиболее активно применяется с 90-х годов 20 века, то есть с момента начала роста популярности ультраправой партии Национальный фронт и ее отделения от остальной части правого движения, причем чаще всего республиканский фронт имел четко выраженный крен влево, в то время как республиканские правые периодически заключали локальные альянсы с представителями ультраправых, ссылаясь на аналогичные соглашения между социалистами и коммунистами. Основной вехой в истории данного политического феномена считается 2 тур президентских выборов 2002 года, в котором Жак Ширак нанес поражение кандидату от Национального фронта Жан-Мари Ле Пену.

## Определение
Понятие «республиканского фронта» в Пятой французской республике обозначает объединение умеренных правых и левых сил (а также их сторонников) во время выборов различного уровня с целью предотвратить вероятную победу кандидата от ультраправой партии Национальный фронт, которая рассматривается остальными политическими движениями и партиями как угроза Республике и ее ценностям. Способы реализации данного принципа на деле варьируются в зависимости от действующей на данный момент времени электоральной системы, а также в зависимости от каждой конкретной ситуации и расстановки сил на внутриполитической арене Франции в каждый конкретный исторический период.

## История возникновения
Среди историков до сих пор ведутся споры относительно точной даты зарождения понятия республиканского фронта, причем чаще всего речь идет о периоде, предшествующем формированию Пятой республики. Большая часть экспертов склоняется к тому, что впервые подобная электоральная стратегия была применена во время парламентских выборов 1956 года, то есть еще при Четвертой Французской республике, в рамках которых сформировавшаяся левоцентристская коалиция стремилась помешать одержать победу праворадикальному консервативному движению пужадистов, а также стремилась добиться мирного завершения Алжирской войны. Некоторые исследователи ссылаются на альянс республиканских консерваторов и социалистов времен начала Третьей республики, целью которого являлось противодействие монархистам, стремившимся разрушить еще не окрепший после низложения Наполеона III республиканский строй.
По мнению политологов Лорана Бувэ и Жерома Грондо, истоки республиканского фронта следует искать в коллективном сопротивлении фашистским идеям 30-х годов и, в частности, в деятельности одержавшей на парламентских выборах 1936 года победу левой коалиции Народный фронт. Вместе с тем, французский политолог Дамон Майаффр считает, что антифашизм, в наиболее четком его проявлении, никогда не являлся стержневой основой деятельности коалиции, и посему говорить о наличии истинного республиканского фронта в лице Народного фронта не приходится. Особый интерес вызывает тот факт, что до зарождения Пятой республики умеренно-правые и правоцентристские республиканцы зачастую сами рассматривались левыми в качестве угрозы республиканскому строю и не включались в так называемый республиканский фронт — участь, в первой половине 50-х годов постигшая, к примеру, представителей голлистского Объединения французского народа. Французский историк Жоэль Гомбэн пришел к выводу, что в период между становлением Третьей республики и парламентскими выборами 1956 года республиканский фронт представлял собой объединение исключительно левых сил (за исключением Коммунистической партии Франции).
До начала 90-х годов правые и ультраправые имели достаточно тесные отношения и периодически заключали альянсы, оправдываемые аналогичными альянсами между социалистами и коммунистами, рассматриваемыми правыми в качестве проводников влияния СССР. Однако разрыв между социалистами и коммунистами, произошедший в середине 80-х годов, распад Восточного блока и СССР, а также падение популярности Социалистической партии убедили на тот момент премьер-министра страны Жака Ширака изменить отношение к Национальному фронту и перейти от идеи антикоммунистического альянса всех правых (в том числе и ультраправых) к идее защиты Республики и ее ценностей от Национального фронта, который с начала 90-х годов стал рассматриваться Жаком Шираком как реальная угроза республиканскому строю. Однако региональные выборы 1998 года, в рамках которых часть умеренно-правых депутатов выразила согласие на предложение представителей Национального фронта заключить альянс, вновь подтвердили существование чересчур серьезного разделения между левыми и правыми силами, мешающего заключению настоящего республиканского альянса против Национального фронта. Лишь непримиримая позиция французского президента Жака Ширака позволила предотвратить сближение правых и ультраправых сил и заключения альянса между ними.
Наиболее известный случай использования стратегии республиканского фронта — 2 тур президентских выборов 2002 года, перед которым большинство политических партий Франции — в первую очередь, социалисты — призвали своих избирателей голосовать за Жака Ширака, умеренно правого кандидата, дабы не допустить победы лидера Национального фронта Жана-Мари Ле Пена, что привело к сокрушительному поражению последнего.
В 2011 году республиканская правая партия Союз за народное движение (предшественница партии Республиканцы) приняла официальную доктрину, основанную на равноудаленности от Национального фронта и Социалистической партии. Отчасти из-за этого Национальный фронт сумел добиться серьезных успехов в рамках парламентских выборов 2012 года, в то время как собранный в первую очередь из левых сил республиканский фронт оказался неспособным предотвратить усиление ультраправых на фоне общего падения явки избирателей. На муниципальных выборах 2014 года наблюдалась та же картина: Союз за народное движение остался верен своей доктрине равноудаленности и нейтралитета, а предписания голосовать против ультраправых кандидатов выполнялись далеко не во всех случаях, вследствие чего многие эксперты заключили, что принцип республиканского фронта прекратил свое существование.
На президентских выборах 2017 года лишь двое кандидатов из девяти, выбывших в 1 круге, а именно — кандидат от социалистов Бенуа Амон и республиканец Франсуа Фийон — открыто призвали своих сторонников голосовать за Эмманюэля Макрона во 2 круге, дабы не допустить победы Марин Ле Пен, а явка избирателей составила всего лишь 75 % — рекордно низкий показатель, что также заставило усомниться в возможности мобилизации республиканского фронта среди населения в современных условиях, при которых Национальный фронт и его идеи представляются все более обыденными, а число граждан, не желающих более участвовать в политической жизни страны, растет.

## Эффективность и критика
С одной стороны, призывы объединиться в республиканский фронт несколько раз в течение 21 века (в особенности, в первом его десятилетии) позволяли избежать избрания кандидатов от Национального фронта, наиболее ярким примером чего является второй тур президентских выборов 2002 года.
Однако сегодня эффективность и легитимность понятия республиканского фронта постоянно ставятся под сомнение, особенно в свете последних электоральных успехов Национального фронта и общего роста популярности ультраправой партии. Многие эксперты сошлись во мнении, что республиканский фронт после принятия Республиканской партией (бывший Союз за народное движение) в 2011 году официальной доктрины «ни, ни», основанной на противопоставлении себя одновременно и Народному фронту, и Социалистической партии, более не является жизнеспособным. Жоэль Гомбэн считает, что понятие республиканского фронта не несет в себе никакой научной и аналитической ценности, ибо четко определенных и нерушимых республиканских ценностей, на защиту которых ссылаются сторонники республиканского фронта, в принципе не существует, и речь здесь идет лишь о конкретном наборе позиций, отвечающих интересам прибегающих к идее республиканского фронта политиков и политических объединений. Также Гомбэн указывает на то, что республиканский фронт не позволяет провести четкую грань между сторонниками ультраправых и республиканских взглядов, а наоборот — приводит к сращиванию электоратов правых и ультраправых, при этом негативно отражаясь на поддержке левых сил.. Многие эксперты также отрицают само существование республиканского режима, сохранность которого должен обеспечивать республиканский фронт. Более того, по мнению Жоэля Гомбэна, ничто не позволяет с уверенностью заключить об успешности применения данного принципа в рамках стратегии противостояния Национальному фронту, так как предписания голосовать против ультраправого кандидата — прием, зачастую применяющийся в рамках реализации принципа республиканского единства — крайне редко выполняются теми из избирателей, кто изначально скептически относится к политике и политической жизни Франции в частности.
Филипп Бланше, критикуя данный феномен, указывает на то, что при использовании словосочетания «республиканский фронт» происходит извращение понятия республики, и приходит к выводу, что название «гуманистический фронт» куда более ясно отражало суть неприятия программы Национального фронта, направленной, по его мнению, на ущемление прав определенных слоев общества. Жэром Грондо добавляет, что политическое устройство Пятой республики, а также мажоритарная система, применяемая в рамках парламентских выборов, делает чересчур серьезным разрыв между левыми и правыми партиями, вследствие чего даже умеренные представители левых и правых сил — несмотря на чрезвычайно близкие позиции по отношению друг к другу — вынуждены сохранять верность своим политическим движениям. Помимо этого, политолог также заявляет, что республиканскому фронту свойственны те же слабости, что и в определенный период времени наблюдались у антифашистского движения, а именно — неспособность перерасти в по-настоящему глобальное движение и всеобъемлющий политический проект хотя бы на более-менее продолжительный срок, другими словами — сиюминутность, скоротечность и откровенно конъюнктурный характер данного рода объединения, не способного продуцировать каких-либо структурных последствий.
Ксавье Ландес, политолог и философ, и вовсе указывает на антидемократический характер республиканского фронта, отмечая, что эта стратегия зачастую используется в качестве крайней меры с целью избрания умеренного кандидата, что, в свою очередь, не приводит к образованию широкой народной поддержки у этого кандидата, в то время как его победа может восприниматься исключительно как необходимая жертва.
Французский политолог Николя Лебур, в свою очередь, обращает внимание на необходимость коренного изменения цели применения республиканского фронта, а точнее - на необходимость переноса фокуса внимания с конкретной партии и политиков на определенные политические идеи, а именно — идеи ультраправые, которые в последнее время активно перенимают другие партии, заимствуя их у Национального фронта. Даже кризис Национального фронта не сможет, по его мнению, предотвратить радикализацию политического дискурса в стране ввиду распространения идей, изначально продвигавшихся лишь Национальным фронтом.
Многие эксперты полагают, что республиканский фронт косвенным образом может контрпродуктивно сказываться на состоянии французской политической жизни, позволяя, помимо прочего, национальному фронту изображать себя в качестве единственной альтернативы современным политическим элитам, упирая при этом на свою уникальность. Это, в свою очередь, приводит к легитимизации продвигаемого Национальным фронтом видения французского политического спектра как разделенного между «патриотами» и «глобалистами», а также придает вес тезисам ультраправых, в соответствии с которыми между республиканцами и социалистами отсутствует какая-либо фундаментальная разница. Помимо этого, республиканский фронт может вызвать ответную реакцию в виде усиления активности и роста сплоченности наиболее преданных последователей ультраправой партии, параллельно укрепляя позиции сторонников теорий заговора против Народного фронта, - теорий, которые, по мнению политолога Оливье Рукэна, являются неотъемлемой частью ультраправой французской политической мысли.

## В массовой культуре
В социально-фантастическом романе-предостережении Мишеля Уэльбека 2015 года кандидат от выдуманной политической партии Мусульманское братство, Мохаммед Бен Аббес, одерживает победу над лидером Национального фронта Марин Ле Пен во 2 туре президентских выборов 2022 года благодаря расширенному республиканскому фронту, к которому также присоединилась и часть французских Новых правых, приверженных идеям идентаризма.